# 恋の紫煙
『恋の紫煙』（こいのしえん、原題：志明與春嬌、Love in a Puff）は、2010年の香港映画。パン・ホーチョン監督。主演はミリアム・ヨンとショーン・ユー。第30回香港電影金像奨で最優秀脚本賞を受賞。

日本では、2010年の第23回東京国際映画祭「アジアの風」部門で上映された。
2013年、監督の最新作を含めて特集された「パン・ホーチョン、やっぱりお前は誰だ！？」において東京で再び上映されたが、現在のところ日本でのDVD化等の予定はない。

## 出演
- ミリアム・ヨン（楊千嬅） - チョンギウ
- ショーン・ユー（余文樂） - ジーミン
- チョン・ダッミン（張達明）
- チョイ・ティンヤウ（徐天佑）
- ケニー・ウォン（黄徳斌）
- イザベル・チャン（陳逸寧）

## スタッフ
- 監督 - パン・ホーチョン
- 製作 - パン・ホーチョン、スービ・リャン
- 脚本 - パン・ホーチョン、チェク・ワンチー、ジミー・ワン
- 撮影 - ジェイソン・クァン
- 編集 - ウェンダース・リー
- 音楽 - アラン・ウォン、ジャネット・ヨン

## 受賞・ノミネート
第47回金馬奨（2010年）
- 最優秀衣装デザイン賞 ノミネート

第30回香港電影金像奨（2010年）
- 最優秀脚本賞 受賞
- 最優秀主演女優賞 ノミネート

第17回香港電影評論学会大奨（2010年）
- 最優秀作品賞 ノミネート
- 最優秀主演男優賞 ノミネート
- 最優秀主演女優賞 ノミネート
- 最優秀脚本賞 ノミネート
- 推薦電影 受賞

第5回アジア・フィルム・アワード（2011年）
- 最優秀脚本賞 ノミネート

第11回華語傳媒電影大獎（2011年）
- 觀眾票選最受矚目女演員 受賞（ミリアム・ヨン）

## 参考
- 第23回東京国際映画祭 恋の紫煙